# 麻屋百貨店
麻屋百貨店（あさやひゃっかてん）は、1934年（昭和9年）から1964年（昭和39年）まで群馬県前橋市にあった日本の百貨店である。

## 歴史・概要

### 百貨店時代
1934年（昭和9年）に手塚鎌五郎が麻屋百貨店として群馬県前橋市千代田町に群馬県で初の百貨店を開業したのが始まりである。
当時流行したアール・デコ様式を取り入れた建築や屋上の観覧車を持ち、第2次世界大戦前は近隣に大型百貨店が少なかったこともあり、流行の品揃えを求めて県内外から買い物客を集め、前橋市の繁華街の賑わいの中心となっていた。
1945年（昭和20年）8月5日の前橋空襲でも焼け残り、戦後復興を目指す市民に勇気を与えたが、1964年（昭和39年）に三越と提携して地元財界が前三百貨店を開いたため同年閉店し、百貨店としての30年間の歴史を閉じた。

### 閉店後
百貨店閉店後は衣料品店などのテナントを集めて営業を続け、その後前橋市にぎわい観光課やザスパ草津のオフィシャルグッズ販売店ザスパーク前橋などが入居したり、地元アーティストによるイベントや市民の会合などに用いられた。
建物は1933年（昭和8年）11月に重要文化財の東本願寺函館別院（北海道函館市）等を手掛けた木田保造(1885年（明治18年） - 1940年（昭和15年）)の率いた木田組の施工で竣工した鉄筋コンクリート造地上3階、地下1階、延べ床面積約1,324m2。
アール・デコ様式を取り入れたテラコッタの装飾とタイル張りの外壁を持ち、漢数字の九を丸で囲んだ九曜の紋が施されていた。
2007年（平成19年）5月に麻屋4代目社長手塚道雄が図書館や古書などで調査した結果を元に旧麻屋呉服店として登録有形文化財となった。

### 解体へ
しかし、2009年（平成21年）夏にその手塚道雄がパーキンソン病と診断され、後継者もテナントもいないことから、2010年（平成22年）8月から前橋市に相談をもちかけ、市に建物を寄贈して保存を図るよう何度も働きかけたが、2010年（平成22年）11月20日には当時の前橋市長高木政夫に100ページを超える関連資料と共に保存の要望書を提出するなどしたが、改修工事費用が最低3億円掛かるとして建物の解体を求められ、2010年（平成22年）12月の市長との会談の結果、解体して跡地を前橋市が買収する契約を2010年（平成22年）12月2日に締結した。
この解体決定の時点でも跡地利用の計画はなく、「跡地の利用法も決まっていない段階でなぜ工事を始める必要があったのか。商店街の店主たちにも残念がる声は多い。市が資金を貸して保存するべきだったのではないか」と批判され、2010年（平成22年）12月8日に前橋市の市民団体「前橋の『平和資料館』設立をめざす会」が保存の請願書を提出し、2011年（平成23年）1月には文化財保存全国協議会と日本建築家協会関東甲信越支部の保存問題委員会が前橋市長宛で保存の要望書を提出したが受け入れられず、2011年（平成23年）1月17日から始まった工事で解体されてしまった。
解体開始後の2011年（平成23年）2月7日に麻屋跡地を含む8番街区の再開発を公共事業として取組むことを発表し、2011年（平成23年）4月から基本構想検討委員会を設置して構想を策定すると発表した。2021年（令和3年）現在、跡地は前橋中央駐車場となっている。